# 施芝鸿
施芝鸿（1951年7月—），江苏阜宁人，曾经担任前中共中央政治局常委、国家副主席曾庆红的秘书。原中共中央政策研究室副主任，中国人民政治协商会议第十二届全国委员会社会和法制委员会的副主任之一，是社会科学界69位委员之一，任期由2013年3月一2018年3月。